# Davorka Tovilo

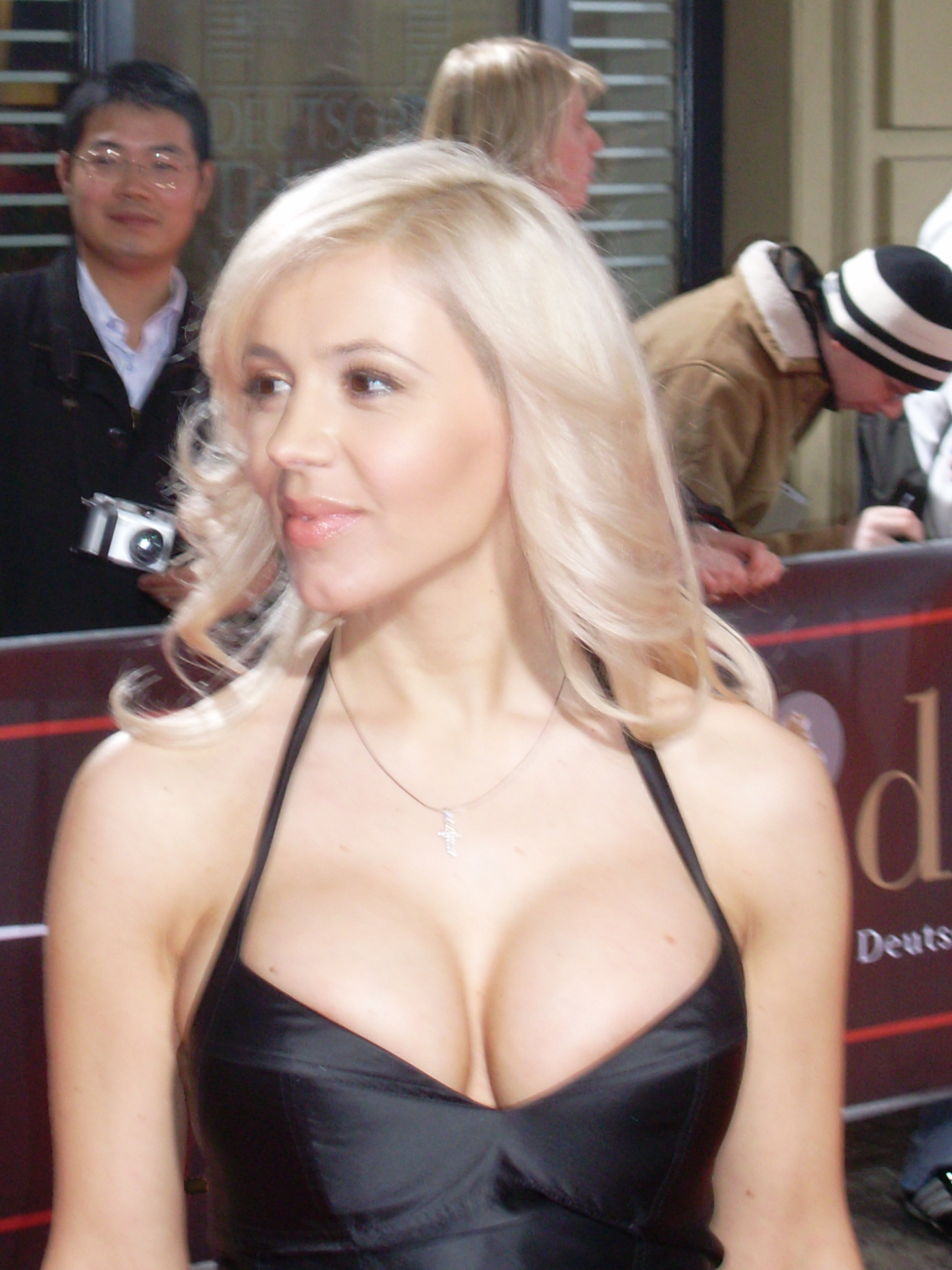
Davorka Tovilo am 24. Januar 2008 bei der DIVA 2008 im Deutschen Theater München

Davorka Tovilo (* 11. Mai 1978 oder 1979 in Split, Jugoslawien, heute Kroatien) ist ein in Deutschland lebendes kroatisches Fotomodell.

## Leben
Tovilo kam mit zwölf Jahren als Tochter von kroatischen Fabrikarbeitern nach Deutschland und lebte zunächst in Flörsheim am Main in der Nähe von Frankfurt am Main und anschließend in München. Nach dem Abitur studierte Tovilo Kommunikationswissenschaft und Politikwissenschaft an der Ludwig-Maximilians-Universität München und später auch Synchronisation, Moderation, Gesang und Schauspiel an der Akademie Deutsche POP in München. Seit 2008 versteht sich Tovilo als vegan lebend. Sie war 2008 Europa-Aktivistin für die Tierrechtsorganisation PETA und protestierte im selben Jahr vor der spanischen Botschaft in Berlin gegen Stierkämpfe. Als ihre Fachgebiete bezeichnet Tovilo amerikanische Kulturgeschichte und Politik. Tovilo spricht Kroatisch, Deutsch, Englisch und Italienisch. Im Mai 2013 verlobte sie sich mit ihrem Freund «Mrki» Saša Pašajlić, von dem sie sich im Februar 2014 wieder trennte.

## Öffentliche Auftritte
Erstmals wurden die Medien 2003 anlässlich der Europa-Premiere des Films Der Herr der Ringe: Die Rückkehr des Königs in Berlin auf Davorka Tovilo aufmerksam, wo sie ihr Image erwarb, stets spärlich bekleidet aufzutreten. Danach erschien Davorka Tovilo stets in extravagantem Outfit bei  Filmpremieren auf dem Roten Teppich. 2008 und 2009 war Tovilo Gast auf dem Deutschen Filmball.
Es folgten Auftritte in deutschen und österreichischen TV-Unterhaltungssendungen wie in den  Boulevardmagazinen taff von Pro Sieben (2004–2006, 2008–2011) in der Niels Ruf Show (2008) und Das Sat.1-Magazin (2008) der VOX-Reality-TV-Show Das perfekte Promi-Dinner (2009, 2011)  und im Puls 4-Starmagazin PINK! in der Rubrik Die Promicamper (2010). Nach kleinen Gastrollen in deutschen Filmen war Davorka Tovilo im Hollywood-Film War Inc. – Sie bestellen Krieg: Wir liefern 2008 in einer kurzen Einstellung als Partnerin von John Cusack zu sehen. Eine weitere Statistenrolle erhielt Tovilo in Uwe Bolls Filmbiographie Max Schmeling – Eine deutsche Legende (2010).

## Rezeption
Den Begriff „Projekt Davorka“ hatte 2008 Tovilos Berater, der Medienverlagsmanager Peter von Schall, in einem gemeinsamen Interview mit dem Onlinemagazin Jetzt verwendet. Spiegel Online titelte 2009 eine Reportage über sie mit  „Projekt Davorka“  und bezeichnete sie darin als Starlet der Kategorie „Kreisklasse München“. Sie könne „nicht singen, nicht tanzen und nicht gut schauspielern“  und habe „nur ein geheimnisvolles Lächeln und ein paar Silikonbrüste zu bieten in Größe 75 D“. Außerdem habe sie die „Bereitschaft, sich zu inszenieren.“
Tovilo erhielt am 14. März 2011 in Bad Homburg vor der Höhe die Auszeichnung Večernjakova domovnica in der Kategorie Unterhaltung und Schauspiel.